# Langrenus (cratère)
Pour les articles homonymes, voir Langrenus.
 (décembre 2018).
Langrenus est un cratère d'impact situé à proximité du limbe lunaire oriental. Langrenus est de forme circulaire, mais il apparaît oblong à cause de l'effet de rapprochement. Ce cratère lunaire se trouve sur la rive orientale de la Mare Fecunditatis. Au sud il se trouve en chevauchement avec le cratère Vendelinus et le plus petit cratère Lamé.

## Caractéristiques
La paroi interne de Langrenus est large et irrégulière en terrasse, avec une largeur moyenne d'environ 20 km. L'extérieur des falaises sont irrégulières et hautes. Une brillante structure rayonnée faite d'un ensemble de traînées disposées de manière radiale autour du point d'impact recouvre le fond du cratère. L'intérieur du cratère a une albédo qui est mis en valeur lorsque le soleil est à son zénith. Le fond du cratère  couvert par de nombreux bloc de roches, est déformé au Sud (en lien avec la muraille élevée en gradins) et légèrement irrégulier dans la moitié nord-ouest. Des pics centraux s'élèvent d'environ un kilomètre au-dessus du sol, et un pic sur le versant oriental monte à une altitude de 3 km.
Au cours de la mission Apollo 8, l'astronaute James Lovell décrit Langrenus comme « un énorme cratère, avec un cône central. Les extrémités du cratère sont terrassés, d'environ six ou sept terrasses ».
Dans le passé, ce cratère n'a pas été considéré comme un site pour l'observation de phénomènes lunaires transitoires. Cependant le 30 décembre 1992, Audouin Dollfus de l'Observatoire de Paris a observé une série de lueurs sur le plancher de ce cratère à l'aide d'un télescope. Ces lueurs changé de forme avec le temps, et le professeur Dollfus a exprimé la conviction que cela était probablement dû à des dégagements gazeux. 
L'astronome, ingénieur et mathématicien flamand Michael Florent van Langren a été le premier scientifique à dessiner une carte lunaire tout en donnant des noms à de nombreux lieux. Il a même appelé ce cratère d'après son propre nom tandis que l'astronome Johannes Hevelius l'a dénommé Insula Major.

## Cratères satellites
Les cratères dit satellites sont de petits cratères (appelés aussi craterlets) situés à proximité du cratère principal, ils sont nommés du même nom mais accompagnés d'une lettre majuscule complémentaire (même si la formation de ces cratères est indépendante de la formation du cratère principal). Par convention ces caractéristiques sont indiquées sur les cartes lunaires en plaçant la lettre sur le point le plus proche du cratère principal. Liste des cratères satellites de
Langrenus :
| Langrenus | Latitude | Longitude | Diamètre |
| --------- | -------- | --------- | -------- |
| E         | 12.7° S  | 60.6° E   | 30 km    |
| G         | 12.1° S  | 65.4° E   | 23 km    |
| H         | 8.0° S   | 64.3° E   | 23 km    |
| L         | 13.2° S  | 62.2° E   | 12 km    |
| M         | 9.8° S   | 66.4° E   | 17 km    |
| N         | 9.0° S   | 65.7° E   | 12 km    |
| P         | 12.1° S  | 63.1° E   | 42 km    |
| Q         | 11.9° S  | 60.7° E   | 12 km    |
| R         | 7.7° S   | 63.6° E   | 5 km     |
| S         | 6.7° S   | 64.7° E   | 9 km     |
| T         | 4.6° S   | 62.5° E   | 42 km    |
| U         | 12.6° S  | 57.1° E   | 4 km     |
| V         | 13.2° S  | 55.9° E   | 5 km     |
| W         | 8.6° S   | 67.3° E   | 23 km    |
| X         | 12.4° S  | 64.7° E   | 25 km    |
| Y         | 7.8° S   | 66.9° E   | 27 km    |
| Z         | 7.1° S   | 66.4° E   | 20 km    |

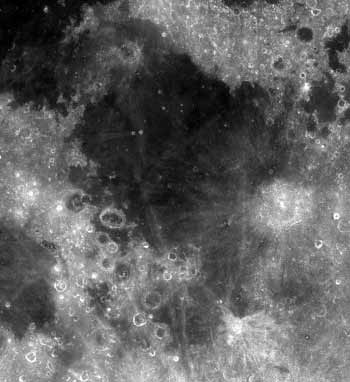
le cratère Langrenus apparaît sur la bordure orientale de la Mare Fecunditatis sous l'aspect d'une zone de gris plus clair sur le centre-droit de la photo.

Un certain nombre de cratères importants autour de celui de Langrenus ont été renommés par l'UAI. 
- Langrenus A — voir Barkla.
- Langrenus B — voir Naonobu.
- Langrenus C — voir Acosta.
- Langrenus D — voir Al-Marrakushi.
- Langrenus F — voir Bilharz.
- Langrenus J — voir Somerville.
- Langrenus K — voir Atwood.